# ヒーザン・ケミストリー
ヒーザン・ケミストリー (Heathen Chemistry) は、2002年6月26日に発売されたオアシスの5枚目のオリジナルアルバム。

## 解説
バンド自身がプロデュースを担当。
今作からゲム・アーチャー、アンディ・ベルも自作曲を提供するようになり、リアムの曲も複数収録されるようになる。
作曲するメンバーがノエルを筆頭に4人になったことにより、曲調に幅ができるようになった。
前作「スタンディング・オン・ザ・ショルダー・オブ・ジャイアンツ」で試したアプローチから一転、新メンバー加入による高い演奏力を軸としたバンドサウンドが特徴となる作風になっている。
ゲストプレーヤーとしてジョニー・マーが8、10、11曲目でギターで参加している。
ドラマーのアラン・ホワイトが、今作とそれに伴うツアーを最後に脱退した。
日本盤は帯の色が黒のものと銀のものが存在する。（規格品番、発売年月日、内容は同一）

## 収録曲
特筆無い限り、ノエル・ギャラガーによる作詞作曲。
2、6、7、9曲目以外はリアムによるボーカル。
1. ヒンドゥ・タイムズ The Hindu Times - 3:46
1stシングル。3rdアルバム発表以降のバッシング、4th制作時からの一連のゴタゴタした騒動で疲労したノエルが書き上げた曲。
2. フォース・オブ・ネイチャー Force of Nature - 4:51
ノエルボーカル。1998年頃に書かれた曲で、映画「London Dogs」にも使用されていた曲。イギー・ポップの「Nightclubbing」からヒントを得て、同曲で使われたリズムマシーンも使用されている。
3. ハング・イン・ア・バッド・プレイス Hung in a Bad Place  (作詞作曲ゲム・アーチャー) - 3:28
アルバム発売前からライブでも演奏された。
4. ストップ・クライング・ユア・ハート・アウト Stop Crying Your Heart Out - 5:03
2ndシングルになったバラード。映画『バタフライ・エフェクト』で使用された。
5. ソングバードSongbird (作詞作曲リアム・ギャラガー) - 2:07
リアム作曲による初のシングルになり、このアルバムからの4thシングル。演奏時間は2分と短く、使われるコードも2つだけ、アコーステックギターに鍵盤楽器、ハンドクラップだけとシンプルな曲。リアムが作った曲をノエルが初めて認めた曲でもある。またこの曲は、後に結婚するニコール・アップルトンへ捧げた曲である。
6. リトル・バイ・リトル Little by Little - 4:52
ノエルが歌う3rdシングル。
7. ア・クイック・ピープ A Quick Peep (作曲アンディ・ベル) - 1:17
1分強の短いインストナンバー。シングルB面に収録されたアンディのもう一つの曲「Thank You for the Good Times」より、こちらの曲の方がアンディらしいとのノエルの判断で収録された。
8. （プロバブリー）オール・イン・ザ・マインド (Probably) All in the Mind - 4:02
ジョニー・マーがギターで参加している。
9. シー・イズ・ラブ She is Love - 3:09
ノエルがボーカルを務める。
10. ボーン・オン・ア・ディファレント・クラウド Born on a Different Cloud (作詞作曲リアム・ギャラガー) - 6:08
3部構成からなる曲。ビートルズのハッピネス・イズ・ア・ウォーム・ガンを参考にしている。
11. ベター・マン Better Man (作詞作曲リアム・ギャラガー) - 4:21
12. ユーヴ・ガット・ザ・ハート・オブ・ア・スター You've Got the Heart of a Star - 5:22
日本盤のみのボーナストラック。ボーカルはノエルが担当。

日本盤は「You've Got the Heart of a Star」終了後、それ以外の海外盤では「Better Man」終了後約25分の空白があり、「The Cage」という短い隠しトラックが収録されている。

## 参加ミュージシャン

### Oasis
- リアム・ギャラガー - Vocals、Tambourine、Acoustic Guitar
- ノエル・ギャラガー - Guitar、Keybords、Vocals
- ゲム・アーチャー - Guitar、Keybords
- アンディ・ベル - Bass
- アラン・ホワイト - Drums

### Guest Musicians
| The Hindu Times - ポール・ステイシー - Mellotron Force of Nature - ポール・ステイシー - Piano Hung in a Bad Place - ポール・ステイシー - Piano Stop Crying Your Heart Out - マイク・ロウ - Piano - ロンドン・セッション・オーケストラ - Strings Little by Little - ポール・ステイシー - Hammond Organ (Probably) All in the Mind - マイク・ロウ - Hammond Organ - ジョニー・マー - Guitar solo She Is Love - マイク・ロウ - Pump Organ、Hammond Organ Born on a Different Cloud - マイク・ロウ - Piano、Hammond Organ - ジョニー・マー - Slide Guitar、Backing Vocals Better Man - ポール・ステイシー - Piano |